# JEALOUSY
JEALOUSY（ジェラシー）は、ヘヴィメタルバンド・LOUDNESS初のミニ・アルバム。1988年（昭和63年）5月25日に、ワーナーミュージック・ジャパンから発売された。

## 概要
海外での活動を主軸にしてきたLOUDNESSが日本のファン向けに発表したミニアルバム。収録曲の全6曲中5曲が日本語で歌われている。
第一期のメンバーとしてリリースされた最後の作品となった。
アルバムジャケットの少女は当時5歳で、発売から25年後にメンバーと再会している。

## 収録曲
1. Jealousy
元々『HURRICANE EYES』のために作られた楽曲。プロデューサー、エディ・クレイマーの判断で収録が見送られた[2]。無論歌詞は英語で書かれていたが、本作のために日本語の歌詞にリメイクされた。
2. Long Distance Love
12インチシングルとしても発売されており、12インチ版ではイントロでサンプリングを導入し、当時のディスコ受けを狙っていた[2]。
1991年リリースのアルバム『ON THE PROWL』では「LONG DISTANCE」というタイトルでセルフリメイクされている。
3. Good Things Going
邦題は「愛と夢だけを…」。
4. Die Of Hunger
アフガン難民について書かれた楽曲[2]。
5. Heavier Than Hell
コーラスに元エンジェルのフランク・ディミノ、UFOのポール・レイモンドが参加している[2]。
6. Dreamer And Screamer
本作では唯一英語で歌われているが、一箇所のみ「俺はドリーマー」と日本語で歌っている[2]。OVA「湘南爆走族5 青ざめた暁」主題歌。